# Nati nel 1961/Senza giorno specificato
| Questa pagina contiene informazioni ricavate automaticamente dalle voci biografiche con l'ausilio del template Bio e di un bot. L'aggiornamento è periodico e automatico e ricostruisce completamente la pagina. Se manca una persona in questa lista, sei pregato di non aggiungerla, ma accertati piuttosto che la sua voce biografica contenga il template Bio e che i dati anagrafici siano correttamente compilati. Se il template Bio manca, inseriscilo tu stesso o, in alternativa, metti l'avviso {{tmp\|Bio}} che ne segnala la mancanza. Se i dati riportati sono sbagliati, correggi direttamente la voce biografica; le modifiche saranno visibili in questa lista entro pochi giorni. Per chiarimenti vedi il progetto biografie. La lista contiene solo le 227 persone che sono citate nell'enciclopedia e per le quali è stato implementato correttamente il template Bio. Pagina aggiornata al 18 ago 2025. |

- Asadollah Abbasi, politico iraniano
- Rémi Abgrall, matematico francese
- Aluizio Abranches, regista brasiliano
- Daniel Adams, regista, sceneggiatore e produttore cinematografico statunitense
- Alan F. Alford, scrittore e egittologo britannico († 2011)
- Reza Alijani, giornalista iraniano
- Maria Thereza Alves, artista brasiliana
- Franco Andreone, zoologo e erpetologo italiano
- Carole Arbo, ex ballerina francese
- Stefano Arienti, artista italiano
- Diana Armstrong, politica nordirlandese
- Félix Arranz, architetto spagnolo
- DJ Olive, musicista e disc jockey statunitense
- Arina Avram, giornalista e scrittrice rumena
- Trezza Azzopardi, scrittrice gallese
- Valdas Babaliauskas, attore e regista lituano
- Robert Barsky, sociologo, biografo e scrittore statunitense
- Remo Bassetti, scrittore e saggista italiano
- Kent Beck, informatico statunitense
- Anna Behlmer, tecnico del suono statunitense
- Stefano Isidoro Bianchi, scrittore e critico musicale italiano
- Francesca Biasetton, calligrafa, illustratrice e performance artist italiana
- Harry Bicket, direttore d'orchestra, clavicembalista e organista britannico
- Miguel Abia Biteo Boricó, politico equatoguineano († 2012)
- Rolf Bjørne, ex sciatore alpino norvegese
- Patrick Blanc, ex sciatore alpino francese
- Jamie Blanks, regista australiano
- Moti Bodek, architetto israeliano
- Hans Boersma, teologo canadese
- Kathryn Bolkovac, investigatrice statunitense
- Bome, scultore giapponese
- Daniel Borrillo, giurista argentino
- Rose Bosch, sceneggiatrice, regista e produttrice cinematografica francese
- Jean-Marc Bouju, fotografo francese
- Brian Bowditch, matematico britannico
- Adolfo Broegg, musicista italiano († 2006)
- Lez Brotherston, costumista britannico
- Arturo Brown, cestista statunitense († 1982)
- Kevin Brown, storico e museologo britannico
- Wendell Brown, inventore, programmatore e informatico statunitense
- Romolo Bugaro, scrittore italiano
- Alessandra Buzzi, annunciatrice televisiva e conduttrice televisiva italiana
- Gianpietro Carlesso, artista italiano
- David Castillo i Buïls, poeta, scrittore e critico letterario spagnolo
- Claudio Cavina, controtenore, direttore di coro e direttore d'orchestra italiano († 2020)
- Leo Cesari, musicista italiano
- Andy Chambers, ex sciatore alpino statunitense
- Myrtō Azina Chronidī, scrittrice cipriota
- Juan Manuel Chumilla-Carbajosa, regista e sceneggiatore spagnolo
- Eddy Cilìa, critico musicale e blogger italiano
- Roberto Citterio, ex hockeista su pista, allenatore di hockey su pista e dirigente sportivo italiano
- Lucio Coco, storico delle religioni italiano
- Nick Cohen, giornalista, saggista e critico letterario britannico
- Elena Comelli, giornalista italiana
- Dwayne Croft, baritono statunitense
- Laura Cumming, giornalista e biografa scozzese
- Dirk Cussler, scrittore e dirigente d'azienda statunitense
- Luca D'Ascanio, regista e sceneggiatore italiano
- Gordon Dahlquist, sceneggiatore e scrittore statunitense
- Hassan Darsi, artista marocchino
- Ottavio de Carli, musicologo, scrittore e librettista italiano
- Joseph A. Dellinger, astronomo statunitense
- Joe DiPietro, librettista, paroliere e drammaturgo statunitense
- Frédéric Dohou, politico e docente beninese
- John Domingue, informatico statunitense
- Loris Donei, allenatore di sci alpino e ex sciatore alpino italiano
- John C. Donkin, produttore cinematografico e regista statunitense
- David Duchesne, ex sciatore alpino canadese
- Magdy El Shafee, artista, fumettista e illustratore egiziano
- Leif Enger, scrittore statunitense
- Ali Erbaş, imam, storico delle religioni e politico turco
- Valeria Esposito, soprano italiano
- Peter Exacoustos, sceneggiatore e regista televisivo italiano
- Bruno Famin, dirigente sportivo e ingegnere francese
- Javier Fernández Aguado, economista e saggista spagnolo
- Donata Feroldi, scrittrice e traduttrice italiana
- Rachelle Ferrell, cantautrice e musicista statunitense
- Luc Fierens, artista belga
- Richard Flanagan, scrittore, sceneggiatore e regista australiano
- Isabel Fonseca, scrittrice statunitense
- Marlene Forte, attrice e regista cubana
- Harumi Fujita, compositrice giapponese
- Yasuhide Fujita, astronomo giapponese
- Shozin Fukui, regista e sceneggiatore giapponese
- Paolo Gallo, dirigente d'azienda italiano
- Antonio Garrigós Sánchez, astronomo spagnolo
- Wolfgang Voigt, musicista tedesco
- Fanny Gaïda, ex ballerina francese
- John Gegenhuber, attore statunitense
- Vittorio Giacopini, scrittore, disegnatore e conduttore radiofonico italiano
- Medwyn Goodall, musicista e compositore britannico
- Noam Gottesman, imprenditore israeliano
- Lov Grover, informatico indiano
- Emma Gugliotta, attrice italiana
- Roger Guyett, effettista statunitense
- Julia Hailes, scrittrice e naturalista britannica
- Raffi Halaǰyan, informatico e imprenditore armeno
- David Harding, imprenditore britannico
- Mahamat-Saleh Haroun, regista e sceneggiatore ciadiano
- Roberto Haver, astronomo italiano
- Brian Hayes Currie, attore, sceneggiatore e produttore cinematografico statunitense
- David J. Higgins, astronomo australiano
- Eli Hårdnes, ex sciatrice alpina norvegese
- Carsten Höller, artista tedesco
- Pasquale Iannone, pianista italiano
- Ioan Ionescu, cestista rumeno († 2021)
- Ikuko Itō, illustratrice, animatrice e character designer giapponese
- John Jairo Arias, criminale colombiano († 1990)
- Ana Juan, illustratrice, pittrice e scultrice spagnola
- Martin Kaltschmitt, ingegnere tedesco
- Shefqet Kastrati, imprenditore albanese
- Toni L. P. Kelner, scrittrice statunitense
- Abla Khairy, ex nuotatrice egiziana
- Bismillah Khan Mohammadi, politico e militare afghano
- Esmaeil Khatib, politico iraniano
- Kim Tok-hun, politico e funzionario nordcoreano
- Takao Kobayashi, astronomo giapponese
- Hansi Küpper, giornalista tedesco
- Asma Lamrabet, scrittrice e attivista marocchina
- Michael Land, compositore statunitense
- Richard Lange, scrittore statunitense
- Sandra Laugier, filosofa francese
- Lee Hyun-seung, regista, sceneggiatore e produttore cinematografico sudcoreano
- Liu Xia, poetessa, pittrice e fotografa cinese
- Li Liuyi, direttore d'orchestra e drammaturgo cinese
- Fabio Lombardi, etnomusicologo italiano
- Ndary Lô, artista senegalese († 2017)
- Loren Cristina Mai, ex modella italiana
- Russell Maliphant, ballerino e coreografo britannico
- Franco Mallia, astronomo italiano
- Ricardo Mangue Obama Nfubea, politico equatoguineano
- Anne Manson, direttrice d'orchestra statunitense
- Nicoletta Marini-Maio, saggista, traduttrice e italianista italiana
- Massimo Martella, regista e sceneggiatore italiano
- Armando Massarenti, filosofo italiano
- Raffaello Mastrolonardo, scrittore italiano
- José Antonio Mazzotti, poeta, scrittore e critico letterario peruviano
- Eoin McNamee, scrittore e sceneggiatore irlandese
- Julián McKelly, ex cestista dominicano
- David Means, scrittore statunitense
- Dan Meis, architetto statunitense
- Mirco Mencacci, progettista italiano
- Jérôme Mesnager, pittore francese
- David Alan Miller, direttore d'orchestra statunitense
- Jennifer Miller, circense e scrittrice statunitense
- Scott Miller, imprenditore statunitense
- Gianni Palagonia, poliziotto e scrittore italiano
- Cristina Morató, giornalista e fotografa spagnola
- Sally Mortemore, attrice britannica
- Xosé Luís Mosquera Camba, scrittore e poeta spagnolo
- Timothy Muffitt, direttore d'orchestra statunitense
- Akimasa Nakamura, astronomo giapponese
- Sunita Narain, ambientalista e attivista indiana
- Jacqueline Novogratz, imprenditrice e filantropa statunitense
- Ángel Olgoso, scrittore spagnolo
- Frédéric Olivieri, ex ballerino, direttore artistico e coreografo francese
- Mohammad Pakpour, generale iraniano
- Raffaele Pastore, imprenditore italiano († 1996)
- Otto Peer, ex sciatore alpino austriaco
- Graziella Pellegrini, medica italiana
- Francesco Perlini, pilota di rally italiano
- John Peters, aviatore e scrittore britannico
- Patrizia Piacentini, egittologa e archeologa italiana
- DBC Pierre, scrittore australiano
- Anna Pinnock, scenografa britannica
- Enrico Pitzianti, regista italiano
- Gianpaolo Pizzetti, astronomo italiano
- Massimo Porrati, fisico italiano
- Jean Rabasse, scenografo francese
- Jim Reardon, regista, sceneggiatore e animatore statunitense
- Rocco Ricciardulli, regista e sceneggiatore italiano
- Delphine Rich, attrice francese
- Judy Richardson, ex sciatrice alpina canadese
- Anthony Riches, scrittore inglese
- Carlo Rispoli, fumettista italiano
- David Rosenthal, tastierista statunitense
- Tessa Ross, produttrice cinematografica britannica
- Barry Rowland, politico britannico
- Chris Ryan, militare e scrittore britannico
- Pinaree Sanpitak, artista tailandese
- Akio Satsukawa, sceneggiatore giapponese
- Oliver Schmitz, regista e sceneggiatore sudafricano
- Pierre Schoeller, regista e sceneggiatore francese
- Kim Seelbrede, modella statunitense
- Seen, writer statunitense
- Ian Shaw, egittologo britannico
- Delia Sheppard, attrice danese
- Steve Sidwell, trombettista e compositore britannico
- Bartłomiej Sienkiewicz, politico, pubblicista e imprenditore polacco
- Corine Sombrun, scrittrice e etnomusicologa francese
- Giorgio Sommacal, fumettista italiano
- Pietro Spirito, giornalista e scrittore italiano
- Fratelli Stamper, autore di videogiochi e programmatore britannico
- Eve Stewart, scenografa britannica
- Suzan Sylvester, attrice britannica
- Andrés Sánchez Marín, pilota motociclistico spagnolo
- Shingo Takatsuka, autore di videogiochi giapponese
- Pascale Taurua, modella francese
- Avie Tevanian, informatico statunitense
- Liow Tiong Lai, politico malese
- Sandra Tomboloni, artista italiana
- Gil Troy, politologo e storico statunitense
- Thomas Tulis, fotografo e pittore statunitense
- Roman Turovsky-Savchuk, pittore, fotografo e compositore statunitense
- Stéphane Udry, astronomo svizzero
- Thrity Umrigar, scrittrice indiana
- Patricia Urquiola, designer e architetta spagnola
- Clara Usón, scrittrice spagnola
- Marc Uyttendaele, avvocato belga
- Paolo Valerio, attore teatrale, regista teatrale e direttore artistico italiano
- Mariolina Venezia, scrittrice, sceneggiatrice e poetessa italiana
- Joseph Vitarelli, compositore statunitense
- Dušan Vlaisavljević, allenatore di calcio e ex calciatore montenegrino
- Wang Jian, imprenditore cinese († 2018)
- Sebastian Weigle, direttore d'orchestra, pianista e cornista tedesco
- Simon Wells, animatore, regista e sceneggiatore britannico
- Klaus-Gunther Wesseling, teologo e presbitero tedesco
- Isabel Wilkerson, giornalista e scrittrice statunitense
- Nick Willing, regista, sceneggiatore e produttore televisivo britannico
- Matthias Wüllenweber, imprenditore e programmatore tedesco
- Yasuichirō Yamamoto, regista e animatore giapponese
- David Yazbek, compositore e paroliere statunitense
- Susumu Yokota, musicista giapponese († 2015)
- Nathalie Zajde, medico francese
- Paola Zamagni, scenografa italiana
- Wolfgang Zerer, organista e clavicembalista tedesco
- Ivan Šola, ex bobbista e motociclista croato